# (108140) Alir
(108140) Alir est un astéroïde de la ceinture principale.

## Description
(108140) Alir est un astéroïde de la ceinture principale. Il fut découvert le 16 avril 2001 à Saint-Véran par l'Observatoire de Saint-Véran. Il présente une orbite caractérisée par un demi-grand axe de 2,63 UA, une excentricité de 0,21 et une inclinaison de 4,4° par rapport à l'écliptique.

## Compléments